# 三徳包丁

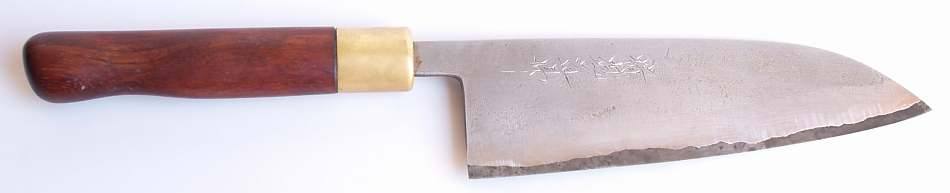

三徳包丁（さんとくぼうちょう） (Santoku knife / Santoku)（英語） は包丁の一つ。文化包丁とも言う。多目的性を志向した包丁で、日本の家庭では最も一般的な包丁である。外国でも用いられるようになっており、santokuやbunkaと呼ばれている。

## 歴史
明治維新以降、食生活の変化から日本でも肉が食されるようになると、海外から牛刀が流入し、使われるようになった。一般家庭でも大きく食生活の変化が起こり、西洋料理や洋食が多く取り入れられるようになった。1940年代ごろ、日本の菜切包丁や出刃包丁と、西洋の牛刀を組み合わせて、これらの特性を合わせ持った包丁として生まれたのが三徳包丁である。
当初は、菜切包丁の切っ先を斜めに切り落として尖らせたような姿をしており、文化包丁と呼んでいた。しかしより使いやすくするために背の部分を丸めたものも現れ、これを三徳包丁と呼ぶことになった。現在では三徳包丁、文化包丁を区別しないことが多い。

## 用途
三徳包丁は、特定の用途に特化しない汎用の包丁である。三徳は「三つの用途」を意味し、肉、魚、野菜と幅広い材料に対して、さまざまな切り方が一本で出来ることをあらわしている。

## 形状
刃は両刃が多く、牛刀に比べると短く幅広になっている。刃渡りはおおよそ15cm～20cm程度。

## 種類
全鋼、ステンレス、三枚打（刃の部分になる鋼鉄を軟鉄2枚で挟んで鍛える）、割り込み（軟鉄の塊に鋼鉄を割り込ませて鍛え成形する）等の様々な構造のものがある。また打刃物として作られたものと、金属プレス抜きで作られたものがある。安価なものの多くはプレス抜きである。現在では日本のみでなく、世界でも利用されており、海外製の三徳包丁も生まれている。
柄にもさまざまな種類があり、日本古来の柄の木に差し込む方法や、なかごを木材で挟み鋲でとめたもの、なかごの部分をロールして柄にしたものなどさまざまなものが見られる。
また、さらに使いやすいように、小型化した小三徳と言うものもある。
伊予型三徳包丁、博多包丁など、地方で独自に発達した多様な三徳包丁も存在する。